# Eugene Roe
Eugene Gilbert Roe (Bayou Chene, Louisiana, 17 de octubre de 1922 - Denham Springs, Louisiana, 30 de diciembre de 1998) fue un soldado estadounidense. Miembro de la famosa Compañía Easy, fue uno de sus enfermeros y se distinguió durante la Segunda Guerra Mundial por su eficacia en el cuidado de los miembros de la unidad heridos durante el combate en Normandía, Países Bajos y Bélgica.